# Michele Ferrero
Michele Ferrero (Dogliani, 26 april 1925 – Monte Carlo, 14 februari 2015) was een Italiaans ondernemer.
Hij was eigenaar/directeur van de chocoladefabrieken Ferrero. Hij was de man achter Nutella, Tic Tac, Kinder-chocolade, Mon Chéri, Ferrero Rocher en Pocket Coffee. Michele Ferrero was een zoon van de Ferrero-oprichter Pietro Ferrero sr. (1889-1949).
Michele Ferrero overleed op 89-jarige leeftijd in zijn woonplaats in Monaco.